# Plopul (Trotuș)
Il fiume Plopul è un affluente del fiume Trotuș in Romania.